# The Harem World Tour
Harem World Tour fue una gira de la soprano británica Sarah Brightman que empezó en 2004 en México y terminó a principios de 2005 en una corta gira por Japón. 
Se visitaron 112 ciudades de Norteamérica, Asia, Europa y Oceanía. Se vendieron 700.000 entradas y se recaudaron 60 millones de dólares.

## Fechas de Conciertos

### Manga Norteamericana 2004
- Jan 10 - Ciudad de México, México - Palacio de los Deportes
- Jan 13 - Dallas, TX - American Airlines Center
- Jan 14 - Houston, TX - Houston Arena
- Jan 16 - Sunrise, FL - Office Depot Center
- Jan 17 - The Lakeland Center - Lakeland, FL
- Jan 19 - Gwinnett Civic Arena - Atlanta, GA
- Jan 21 - First Union Center - Filadelfia, PA
- Jan 23 - Madison Square Garden - Nueva York, NY
- Jan 24 - Mohegan Sun Arena - Uncasville, CT
- Jan 25 - Bryce Jordan Center - University Park, PA
- Jan 27 - Schottenstein Center - Columbus, OH
- Jan 29 - MCI Center - ashington, D.C.
- Jan 30 - Mark G. Etess Arena at Taj Mahal - Atlantic City, NJ
- Jan 31 - Fleet Center - Boston, MA
- Feb 02 - Bell Centre - Montreal, QC
- Feb 03 - Corel Centre - Ottawa, ON
- Feb 05 - Air Canada Centre - Toronto, ON
- Feb 06 - Copps Coliseum - Hamilton, ON
- Feb 07 - BlueCross Arena - Rochester, NY
- Feb 09 - Palace of Auburn Hills - Detroit, MI
- Feb 10 - Gund Arena - Cleveland, OH
- Feb 12 - Mark of The Quad Cities - Moline, IL
- Feb 13 - Savvis Center - San Luis, MO
- Feb 15 - Kemper Arena - Kansas City, MO
- Feb 18 - Allstate Arena - Chicago, IL
- Feb 19 - Bradley Center - Milwaukee, WI
- Feb 20 - Target Center - Mineápolis, MN
- Feb 22 - Winnipeg Arena - Winnepeg, MB
- Feb 24 - Pengrowth Saddledome - Calgary, AB
- Feb 25 - Skyreach Centre - Edmonton, AB
- Feb 27 - GM Place - Vancouver, BC
- Feb 29 - Key Arena - Seattle, WA
- Mar 01 - Rose Garden - Portland, OR
- Mar 02 - Spokane Arena - Spokane, WA
- Mar 05 - Lawlor Events Center - Reno, NV
- Mar 06 - Delta Center - Salt Lake City, UT
- Mar 07 - Magness Arena - Denver, CO
- Mar 09 - AmericaWest Arena - Phoenix, AZ
- Mar 10 - Sports Arena - San Diego, CA
- Mar 13 - MGM Grand Garden Arena - Las Vegas, NV (Grabación para DVD Y CD)
- Mar 14 - Arrowhead Pond - Anaheim, CA
- Mar 15 - Save Mart Center - Fresno, CA
- Mar 17 - ARCO Arena - Sacramento, CA
- Mar 18 - HP Pavilion - San José, CA

Manga Asiática 2004
- Fri May 28 - Hong Kong Convention & Exhibition Centre - Hong Kong
- Sun May 30 - Beijing Capital Stadium - Pekín
- Mon May 31 - Beijing Capital Stadium - Pekín
- Thu Jun 03 - Shanghai Grand Stage - Shanghái
- Sun Jun 06 - Tianhe Stadium - Guangzhou
- Tue Jun 08 - Olympic Gymnasium - Seúl
- Wed Jun 09 - Olympic Gymnasium - Seúl
- Fri Jun 11 - Makomanai Ice Arena - Sapporo
- Mon Jun 14 - Nihon Budokan - Tokio
- Tue Jun 15 - Rainbow Hall - Nagoya
- Wed Jun 16 - Osaka-jo Hall - Osaka
- Fri Jun 18 - Indoor Stadium - Singapur
- Sun Jun 20 - Stadium Negara - Kuala Lumpur
- Mon Jun 21 - World Peace Music Awards - Hanói
- Wed Jun 23 - ULTRA Indoor Stadium - Manila
- Fri Jun 25 - Linco Gym - Taipéi
- Sat Jun 26 - Linco Gym - Taipéi
- Tue Jun 29 - Burswood Dome - Perth
- Fri Jul 02 - Sydney Ent'ment Centre - Sídney
- Sun Jul 04 - 	Brisbane Ent'ment Centre - Brisbane
- Tue Jul 06 - 	Rod Laver Arena - Melbourne
- Thu Jul 08 - Adelaide Ent'ment Centre - Adelaida

Manga Europea 2004
- Fri Sep 03 - Lycabettus Theatre - Atenas
- Sat Sep 04 - Lycabettus Theatre - Atenas
- Mon Sep 06 -  Central Square - Bucarest
- Wed Sep 08 - Arena - Budapest
- Thu Sep 09 - T-Mobile Arena - Praga
- Sat Sep 11 - Sportima Arena - Vilnius
- Mon Sep 13 - Skonto Hall - Riga
- Wed Sep 15 - Olimpinsky Arena - Moscú
- Fri Sep 17 - Ice Arena - San Petersburgo
- Sun Sep 19 - Saku Suurhall - Tallin
- Tue Sep 21 - Hartwall Arena - Helsinki
- Thu Sep 23 - Globe - Estocolmo
- Sat Sep 25 - Scandinavium - Gotenburg
- Sun Sep 26 - Spektrum - Oslo
- Tue Sep 28 - Heineken Hall - Ámsterdam
- Wed Sep 29 - Heineken Hall - Ámsterdam
- Fri Oct 01 - 	Festhalle - Fráncfort
- Sat Oct 02 - Forest National - Bruselas
- Tue Oct 05 - RDS - Dublín
- Thu Oct 07 - Wembley - Londres

Manga Norteamericana 2004 -Segunda Parte-
- Fri, Oct 22 - Halifax Metro Centre - Halifax, NS
- Sun, Oct 24 - Colisee Pepsi - Quebec City, QC
- Mon, Oct 25 - Bell Centre - Montreal, QC
- Wed, Oct 27 - Worcester Centrum - Worcester, MA
- Thu, Oct 28 - Giant Center - Hershey, PA
- Sat, Oct 30 - Mellon Arena - Pittsburgh, PA
- Sun, Oct 31 - John Labatt Centre - Londres, ON
- Mon, Nov 01 - Air Canada Centre - Toronto, ON
- Wed, Nov 03 - Wachovia Arena - Wilkes-Barre, PA
- Thu, Nov 04 - Continental Airlines Arena - East Rutherford, NJ
- Fri, Nov 05 - Arena At Harbor Yard - Bridgeport, CT
- Sat, Nov 06 - Etess Arena at Trump - Taj Mahal	Atlantic City, NJ
- Mon, Nov 08 - ODU Convocation Center - Norfolk, VA
- Tue, Nov 09 - Bi-Lo Center - Greenville, SC
- Thu, Nov 11 - Jacksonville Sports Arena - Jacksonville, FL
- Fri, Nov 12 - American Airlines Center - Miami, FL
- Sat, Nov 13 - The St. Pete Times Forum - Tampa, FL
- Sun, Nov 14 - Philips Arena - Atlanta, GA
- Tue, Nov 16 - New Orleans Arena - Nueva Orleans, LA
- Wed, Nov 17 - SBC Arena - San Antonio, TX
- Sat, Nov 20 - MGM Grand Garden Arena - Las Vegas, NV
- Sun, Nov 21 - America West Arena - Phoenix, AZ
- Mon, Nov 22 - Staples Center - Los Ángeles, CA
- Wed, Nov 24 - Oakland Arena - Oakland, CA

Manga Japonesa 2005
- Tue Apr 12 - Expo Aichi - Nagoya, Japón
- Fri Apr 15 - Prince Hotel - Tokio, Japón
- Sun Apr 17 - Pacífico Hall - Yokohama, Japón
- Tue Apr 19 - Osaka Festival Hall - Osaka, Japón
- Wed Apr 20 - Geijutsu Theatre - Nagoya, Japón
- Fri Apr 22 -  NHK Hall - Tokio, Japón
- Sat Apr 23 - NHK Hall - Tokio, Japón

## Lista de canciones
1. "Kama Sutra"
2. "Harem (Cancao do Mar)"
3. "Beautiful"
4. "It's a Beautiful Day"
5. "Dust in the Wind"
6. "Who Wants to Live Forever"
7. "Anytime, Anywhere" (Interlude)
8. "Anytime, Anywhere"
9. "Nella Fantasia"
10. "Stranger in Paradise"
11. "La Luna"
12. "Nessun Dorma"

Intermedio 10 minutos
1. "No One Like You"
2. "Arabian Nights"
3. "The War Is Over"
4. "Free"
5. "What a Wonderful World"
6. "A Whiter Shade of Pale"
7. "Phantom of the Opera Suite"
8. "Wishing You Were Somehow Here Again"
9. "Time to Say Goodbye"
10. "The Journey Home"
11. "A Question of Honour"

## Álbum y DVD
El concierto en Las Vegas fue grabado en marzo de 2004 y posteriormente vendido a partir de septiembre del mismo año. También se lanzó una versión de audio en CD que inluía una recopilación de las canciones interpretadas en el concierto y una versión en estudio de Snow On The Sahara.
1. ↑  «Sarah Brightman Biography (minuto 0:30)» (en inglés). Consultado el 12 de agosto de 2009.

- Datos: Q6144581